# Dichrooscytus suspectus
Dichrooscytus suspectus är en insektsart som beskrevs av Reuter 1909. Dichrooscytus suspectus ingår i släktet Dichrooscytus och familjen ängsskinnbaggar. Inga underarter finns listade i Catalogue of Life.